# Erebia pirene
Erebia pirene är en fjärilsart som beskrevs av Jacob Hübner 1800. Erebia pirene ingår i släktet Erebia och familjen praktfjärilar. Inga underarter finns listade i Catalogue of Life.